# Germanisches Nationalmuseum
A Germanisches Nationalmuseum (GNM, magyarul: Német Nemzeti Múzeum) múzeum Nürnbergben, Németországban.
1852-ben alapították. Jelentős, német történelmi gyűjteménnyel rendelkezik a prehisztorikus időktől egészen napjainkig. 1,2 millió tárgyból múzeumi állományával Németország legnagyobb gyűjteménnyel rendelkező kultúrtörténeti múzeuma.
Korábbi neve Germanisches Museum volt. Egy magánszemélyekből álló csoport alapította. Ennek a csoportnak Hans von und zu Aufsess frankföldi báró volt a vezetője, akinek célja „a német történelem, irodalom és művészet minden rendelkezésre álló anyaga jól rendezett gyűjteményének létrehozása” volt.
A múzeum magában foglalja az egykori nürnbergi karthauzi kolostor építményeit is, amelyeket 1525-től vallási célokra használtak, majd állapotuk addig romlott, hogy 1857-ben a múzeumnak adományozták.

## Fordítás
- Ez a szócikk részben vagy egészben  a   Germanisches Nationalmuseum című angol Wikipédia-szócikk fordításán alapul.  Az eredeti cikk szerkesztőit annak laptörténete sorolja fel. Ez a jelzés csupán a megfogalmazás eredetét és a szerzői jogokat jelzi, nem szolgál a cikkben szereplő információk forrásmegjelöléseként.